# 묘장초등학교
묘장초등학교는 대한민국 강원특별자치도 철원군에 있는 초등학교인데 1968년에 개교하였다.

## 학교 연혁
- 1968.03.01 묘장국민학교 인가
- 1968.10.04 개교
- 1980.12.23 교사신축(6교실)
- 1987.03.01 급식학교 인가
- 1996.03.01 묘장초등학교로 개칭
- 2001.11.22 사랑관 신축 개관
- 2006.05.18 교사 증축(4교실)
- 2007.07.20 교사 외벽 리모델링
- 2009.03.01 제20대 강치원 교장선생님 취임
- 2011.03.01 금융감독원 금융교육시범학교 운영
- 2011.03.01 엄마품 온종일 돌봄교실 운영
- 2011.10.27 평화관(급식소) 신축
- 2013.03.01 표준화교육 연구(시범)학교 운영
- 2015.02.13 제47회 졸업식(총 789명)
- 2020.09.01 제23대 박귀남 교장 취임
- 2022.03.01 동물권 존중 및 반려문화 개선을 위한 교육과정 편성 운영 강원도교육청 지정 연구학교 운영